# Phare de Forte de São José
Le phare de Forte de São José  est un phare situé  à Vila do Maio sur l'île de Maio, l'une des îles du groupe des Sotavento, au Cap-Vert. 
Ce phare géré par la Direction de la Marine et des Ports (Direcção Geral de Marinha e Portos ou DGMP) .

## Histoire
Le Fort de Saint-Joseph (Forte de São José) est un fort abandonné qui se trouve dans la ville de Vila do Maio, dans le sud de l'île. Ce fort avait été construit au 18e siècle pour défendre le port des attaques des pirates. Le fort est devenu un phare en 1887.
Le phare est l'emblème de l'Associação Académico 83 do Porto Inglês, le club de foot-ball de la ville.

## Description
C'est une tour carrée en pierre de 18 m de haut azvec un balcon où se trouve la lumière. La tour est toute blanche et le feu est alimenté à l'énergie solaire.
Il émet, à une hauteur focale de 22 m, trois éclats rouge par période de douze secondes. Sa portée nominale est de 9 milles marins (environ 17 km).
Ce phare est en bord de mer et il est aussi l'attraction touristique de la ville.
Identifiant : ARLHS : CAP-009 ; PT-2115 - Amirauté : D2872 - NGA : 113-24200 .

### Lien connexe
- Liste des phares au Cap-Vert